# Veijo Meri
Veijo Väinö Valvo Meri (31. prosince 1928 Viipuri – 21. června 2015 Helsinky) byl finský spisovatel, autor krátkých románů, novel, esejí, divadelních a rozhlasových her, ale i poezie či odborné literatury.

## Život
Vystudoval historii a následně pracoval jako redaktor a dramaturg v rozhlasu. Jeho otec byl důstojník z povolání, on sám většinu svého dětství prožil v kasárnách a během dospívání zažil zimní a pokračovací válku, což se později promítne v jeho díle.

## Dílo
Ve svém díle se věnuje především válečné tematice a do tohoto prostředí zasazuje většinu své tvorby. Pozadí války je v prostředí postav vybíráno pečlivě a události, které do děje zahrnuje, se snaží popsat pravdivě s co nejvíce teoretickými argumenty. Hrdinové vstupují do světa zmatků a chaosu a většinou se dostanou do tak absurdní situace. Stejně tak, jako jsou činy jeho hrdinů považovány za nesmyslné, taková je i válka. Je zřejmé, že se charakter postav mění pod tíhou nešťastných událostí k horšímu. Meriho styl je jedinečný, spíše ironizující a humorný, a tak i když se věnuje spíše tragickému tématu, dokáže absurditu situace vylíčit spíše humornou formou, kdy v krajních momentech dojde i k pasážím s výrazným černým humorem.
Meriho debut byl značně protiválečný, tím byla sbírka povídek Ettei maa viheriöisi (Aby se země nezelenala) vydaná roku 1954 a od té doby na válečná témata nezanevřel.
K Meriho nejvýznamnějším dílům patří Manilský provaz (finsky Manillaköysi). Meri v tomto krátkém románu ukazuje absurditu války na příkladu vojáka, který je vlastním přičiněním ohrožen na životě a dostává se tím do absurdní a nepochopitelné. Voják Joose se snaží z fronty domů pod košilí propašovat kus provazu s odůvodněním že „to je jediné, co mu válka dala“. Hrdina absolvuje cestu vlakem, kdy kromě samotného utrpení s provazem se setkává s dalšími vojáky, kteří vypráví válečné příběhy a anekdoty. Kniha se stala ve Finsku velmi oblíbenou a vystihuje autorův typický styl. Válečné události a svět, ve kterém hrdinové žijí, je uchopován jako svět absurdna a ztráty rozumného uvažování. Přestože jsou v knize líčena období, na které nikdo nevzpomíná rád, autor celou tragickou situaci vystihne s humorem a nadhledem.
Sbírku povídek s válečnou tematikou vydal Meri v knize v češtině vydané pod názvem Lovec lebek (finsky Veijo Meren novellit). Soubor obsahuje krátké povídky jako například Hřeben, což je krátká syrová povídka o muži, který cestuje ve vlaku a zahlédne, jak jednomu spolucestujícímu upadne hřeben. Tato na první pohled banální událost v něm vyvolá různé vzpomínky a úvahy, nakonec se však nic závratného nestane. V další povídce Návštěva popisuje poměry ve finské vesnici, a jaká nespravedlnost jí vládla. V povídce Hylzny můžeme najít autobiografické prvky, kdy Meri vypráví o chlapci, který vyrůstá v kasárnách a jeho despotickém otci a o tom, jak je válka přítomna v životě tolika lidí. Kniha obsahuje dále povídky Námluvy, Margarín, Bedýnky s hřebíky, Lovec lebek a Stříbrné křídlo.
Meri zobrazuje život vojáků v novele Šofér pana plukovníka (finsky Everstin autonkuljettaja). Zde se spíše soustřeďuje na bývalé vojáky a to, jak se zařadili do běžného života obyvatel Helsinek. V češtině vyšla novela v knize Pět finských novel.
Od 70. let se zaměřoval spíše na divadelní, rozhlasové a televizní hry, psal také eseje a netradiční životopisy, například o finském spisovateli Aleksisu Kivim či o maršálovi Mannerheimovi. Je také autorem etymologického slovníku finského jazyka. Později se věnoval netradiční poezii.

## Překlady do češtiny
- Lovec lebek (Veijo Meren novellit). Odeon, Praha 1970. Přel. Jan Petr Velkoborský. 125 s.
- Manilský provaz (Manillaköysi). Naše vojsko, Praha 1970. Přel. Jan Petr Velkoborský. 118 s. 28-012-70
- Námluvy. Rodina a škola 22, 1975, 7, s. 7.
- Řekni mi zas jen Oili (Sano Oili vaan). Dilia, Praha 1976. Přel. Marta Hellmuthová.
- Šofér pana plukovníka (Everstin autokuljettaja). In Pět finských novel. Odeon, Praha 1988, s. 213–304. Přel. Jan Petr Velkoborský.